# Paolo Fogu
Paolo Fogu (Iglesias, 11 ottobre 1943) è un politico italiano.

## Biografia
Già giovanissimo segretario del PSI iglesiente a soli 22 anni negli anni '60, è stato sindaco di Iglesias dal 1980 al 1987 per due mandati. Socialista craxiano, vice segretario regionale del PSI sardo e membro dell'Assemblea Nazionale del PSI, è stato senatore della Repubblica, eletto nel collegio di Iglesias, per due legislature nel 1987 e nel 1992. Nel 1988 è stato nominato presidente della sezione bilaterale di amicizia Italia-Cina e membro della commissione parlamentare antimafia dal 1988 al 1991. È stato poi Sottosegretario di Stato per il Bilancio e la programmazione economica nel governo Andreotti VII e Sottosegretario di Stato per l'Agricoltura e foreste nel governo Amato I. Termina il proprio mandato parlamentare nel 1994.
Dopo la disgregazione del PSI aderisce allo SDI. È stato consigliere comunale a Iglesias dal 2005 al 2010.